# North Foreland

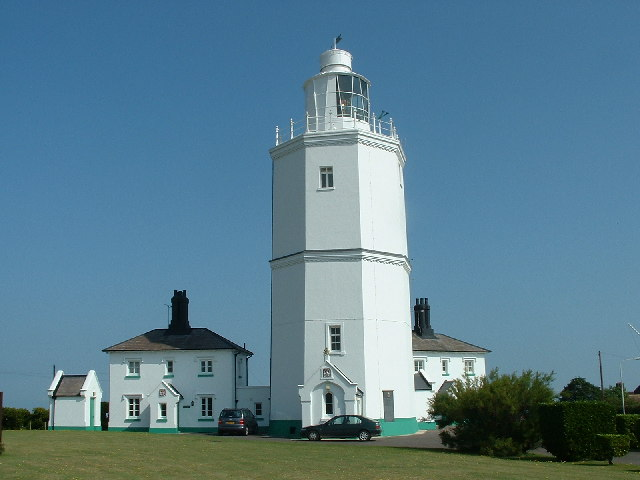
De vuurtoren van North Foreland in 2005

North Foreland is een kalkrots aan de oostkust van Kent, in het zuiden van Engeland. De rots vormt het oosteinde van het Isle of Thanet. Op de kalkrots staat een onbemande vuurtoren.
Bij deze kaap zijn twee zeeslagen gevoerd:
- Zeeslag bij Nieuwpoort (2-13 juni 1653), tijdens de Eerste Engels-Nederlandse Oorlog
- Tweedaagse Zeeslag (4-5 augustus 1666), tijdens de Tweede Engels-Nederlandse Oorlog